# 검색광고마케터
검색광고마케터(영어: Search Advertisemnet Marketer)는 2012년 한국정보통신진흥협회가 네이버, 카카오, 야후! 코리아와 공동 개발한 온라인 광고 분야 자격 검정 시험이다. 2020년 9월부터 비대면 형태의 시험으로 전환되었다.
2021년 5월까지 약 2만 명이 시험에 응시하였다.

## 과목
- 온라인 비즈니스 및 디지털 마케팅
- 검색광고 실무 활용
- 검색광고 활용 전략